# جيري ديكسون
جيري ديكسون (بالإنجليزية: Jerry Dixon)‏ هو موسيقي أمريكي، ولد في 15 سبتمبر 1967.

## وصلات خارجية
- جيري ديكسون على موقع ميوزك برينز (الإنجليزية)
- جيري ديكسون على موقع ديسكوغز (الإنجليزية)